# Saint-Élie
Saint-Élie é uma comuna francesa do departamento de ultramar da Guiana Francesa. Sua população em 2007 era de 450 habitantes. 

## Ligações Externas
- Site do Conselho geral da Guiana